# Philipp Christ (Politiker, 1839)
Philipp Christ (in amtlichen Dokumenten Philipp Christ II.) (* 14. April 1839 in Wörrstadt; † 17. Februar 1913 ebenda) war ein hessischer Gutsbesitzer und Politiker (Freisinn) und Abgeordneter der 2. Kammer der Landstände des Großherzogtums Hessen.
Philipp Christ war der Sohn des Gutsbesitzers Philipp Christ und dessen Ehefrau Elisabetha, geborene Eppelsheimer. Christ, der evangelischen Glaubens war, war Gutsbesitzer in Wörrstadt und heiratete am 24. Mai 1866 Katharina geborene Schmahl.
Von 1891 bis 1899 und erneut von 1905 bis 1906 gehörte er der Zweiten Kammer der Landstände an. Er wurde für den Wahlbezirk Rheinhessen 5/Wörrstadt gewählt. Er war Bürgermeister von Wörrstadt.